# 2169 Taiwan
2169 Taiwan је астероид главног астероидног појаса са пречником од приближно 16,81 .
Афел астероида је на удаљености од 2,933 астрономских јединица (АЈ) од Сунца, а перихел на 2,646 АЈ.
Ексцентрицитет орбите износи 0,051, инклинација (нагиб) орбите у односу на раван еклиптике 1,529 степени, а орбитални период износи 1702,005 дана (4,659 године).
Апсолутна магнитуда астероида је 12,00 а геометријски албедо 0,099.
Астероид је откривен . 1955. године.